# Spektr-R
Spektr-R (ros. Спектр-Р) – rosyjski radioteleskop kosmiczny, działający w ramach programu obserwacyjnego RadioAstron. Został wprowadzony na orbitę 18 lipca 2011. Satelita utracił kontakt z Ziemią w styczniu 2019 roku i 30 maja jego misja została uznana za zakończoną.

## Misja
Główną misją naukową tego teleskopu było badanie obiektów astronomicznych z rozdzielczością kątową do 7 mikrosekund kątowych. W celu osiągnięcia takiej rozdzielczości, teleskop był używany przy udziale interferometrii prowadzonej z Ziemi na falach długości 1,35–6,0, 18,0 oraz 92,0 cm. Pierwszy obraz interferencyjny uzyskano w grudniu 2011 roku.
Podstawowa misja planowana była na około 3 lata, satelita funkcjonował przez 7,5 roku.

## Budowa
Miał średnicę anteny 10 m oraz masę 3295 kg.
W lutym 2014 roku został oficjalnie uznany za największy radioteleskop orbitalny według Księgi rekordów Guinnessa.

## Wprowadzenie na orbitę
Wystrzelenie nastąpiło z kosmodromu Bajkonur 18 lipca 2011 o 6:31 czasu moskiewskiego. Użyto rakiety Zenit 3F z członem Fregat-SB jako ostatnim stopniem. Satelita znalazł się na orbicie okołoziemskiej z perygeum 10 000 km i apogeum 390 000 km.

## Koniec misji
Od 10 stycznia 2019 roku kontakt z satelitą został utracony, chociaż wychwytywano sygnały świadczące o dalszym funkcjonowaniu jego urządzeń. Mimo prowadzonych prób do 30 maja nie udało się odzyskać kontaktu, w związku z czym zadecydowano o zakończeniu misji i programu RadioAstron.